# Octylisothiazolinone
L'octylisothiazolinone est un composé organique de la famille des isothiazolinones. C'est un biocide utilisé généralement pour les produits nettoyant des surfaces vitrées[réf. souhaitée].
L'octylisothiazolinone peut être dégradée dans l'environnement par hydrolyse, par photolyse, par une dégradation microbienne ou par une réaction nucléophile et se décompose alors en monoxyde et dioxyde de carbone, CO et CO2, en oxydes d'azote et en oxydes de soufre.